# I-PIN
i-PIN（英語: Internet Personal Identification Number）とは、大韓民国におけるサイバー身元確認番号体系である。一種のインターネット仮想住民登録番号と見られる。

## 沿革
韓国ではすべての国民に住民登録番号が付与されており、インターネットにおいてウェブサイトへの加入などの際の本人認証にも用いられている。しかし、民間企業が個人の住民登録番号を収集して利用することが増加するのに伴い、住民登録番号の大規模流出や盗用、各種犯罪への悪用などの問題が現われた。これを解決するために情報通信部（2008年廃止）と韓国情報保護振興院（2009年韓国インターネット振興院に統合）が開発したのがi-PINである。2005年7月にガイドラインが作られ、2006年10月に改訂され施行された。2009年7月2日からは利用便宜性を改善したi-PIN 2.0が提供されている。

## i-PIN発給機関
5つの民間発給機関と、行政安全部の公共i-PINセンターを通じてi-PINを発給している。行政安全部で提供するi-PINを特に公共i-PIN という。i-PINは本来公共機関で使う目的で議論が始まったものであるが、公共i-PINで一般ウェブサイトに加入が可能で、民間i-PINでも公共機関のサイトに加入できるため、公共i-Pinは事実上民間i-PINと同等のサービスである。
- サイレン24 i-PIN(ソウル信用評価情報)(ko)[2]
- KCB i-PIN(コリアクレジットビューロー)(ko)[3]
- ナイスi-Pin(韓国信用情報))(ko)[4]
- 仮想住民番号(韓国信用評価情報)(ko)
- SG i-Pin(韓国情報認証)(ko)[5]
- 公共i-Pin(行政安全部公共i-Pinセンター)(ko)

## 利用手続き
1. i-Pin発給機関の中から一つを選んで加入する。加入時に住民登録番号を入力しなければならない。また本人認証のために本人名義の携帯電話、汎用公認認証書、住民登録証発給日付などで認証するか、i-Pin発給機関を直接訪問しなければならない。
2. 発給機関に加入すると、i-Pin番号の発給を受けることができる。
3. i-Pinを使って加入しようとするウェブサイトで、i-Pin発給機関のIDとパスワードを入力する。
4. 加入しようとするウェブサイトで残りの手続きを行うことにより、加入が完了する。

## 期待される効果
- 民間企業などに住民登録番号を収集されることなく、個人識別及び本人認証が可能である。
- i-Pin番号は変更が可能なため、流出時の問題が住民登録番号より少ない。
- 住民登録番号が不特定の個別民間業社ではなく、5つの政府指定民間企業に保管されるため、流出の危険を減らすことができる。

## その限界
- 住民登録番号などの個人情報流出/悪用問題は根本的に、住民登録番号のような敏感な個人情報を収集する必要がないにもかかわらず、住民登録番号を含む過度な個人情報を収集するウェブサイトが多いというところにその原因がある。しかしi-Pin制度はこの本質的問題の根本的解決策にはならない。
- 膨大な住民登録番号が5つの民間企業に集約されるため、もしここから情報が流出した場合、大規模被害が発生する。
- i-Pin発給機関には個人がどんなウェブサイトに加入したのかという情報が保存されており、これも重要な個人情報であるが、このような個人情報がいくつかの企業に集約されるという新しい個人情報問題が発生する。

## i-Pin導入義務化
民間でのi-Pin利用が低調 であるため、政府ではこれを活性化するためにi-Pinの導入義務化を推進している。このため、大規模なサイト（2010年3月27日までの一日の平均利用者数がポータルサイトでは 5万名以上、ポータルサイト以外では 1万名以上（一部の例外を除く））合計1039サイトを義務導入先として発表した。 しかし義務化発表以後でも、i-Pin導入は低調 であり、オークション、ダナワ（いずれも韓国のサイト名）などの一部サイトではi-Pinを取り入れたが、実際にはi-Pinだけでは正常な利用が不可能で、住民登録番号を入力しなければならない。